# Reinaldo Arenas
Reinaldo Arenas va ser un novel·lista, dramaturg i poeta cubà. Va néixer a Aguas Claras el 16 de juliol del 1943 i va morir a Nova York el 7 de desembre del 1990. Va destacar pel seu atac directe al règim comunista de Fidel Castro.

## Biografia
Arenas va néixer al camp, a Aguas Claras (a la part nord de la província d'Orient (Cuba)) i més tard la seva família es va mudar a Holguín. Va estudiar a la universitat, però no s'hi titulà; entre 1963 i 1966 va treballar a la Biblioteca Nacional José Martí.
La seva adolescència va estar marcada per l'enfrontament manifest contra la dictadura de Batista. Va col·laborar amb la revolució cubana, fins que a causa de l'exclusió a què va ser sotmès, va optar per la dissidència. La seva presència pública i intel·lectual li va fer guanyar marcades antipaties en les instàncies més altes de l'Estat, la qual cosa, unida a la seva condició homosexual, va provocar una implacable i manifiesta persecució en la seva contra.
En tota la seva vida, Arenas només va poder publicar un llibre a Cuba: Celestino antes del alba.
Reinaldo Arenas va patir persecució no només per la seva oberta tendència sexual, sinó també per la seva resolta oposició al règim, que li va tancar qualsevol possibilitat de desenvolupament com a escriptor i intel·lectual durant els anys de més ostracisme cultural a l'illa.
Coetani i amic de José Lezama Lima i Virgilio Piñera, va ser empresonat i torturat i va arribar a admetre l'incofessable i a renegar d'ell mateix. Això va provocar, en la sensible personalitat de l'escriptor, un penediment que va anar més enllà dels murs de la presó d'El Morro (entre 1974 i 1976) i que li va arribar tant al cor que va acabar odiant tot el que l'envoltava. Va abominar de qualsevol classe de poder equiparable a qualsevol forma de repressió i tirania.
Durant els anys setanta, va intentar diverses vegades escapar de l'opressió política, però va fallar. Finalment, el 1980 va sortir del país quan Fidel Castro va autoritzar un èxode massiu de dissidents i altres persones considerades no desitjades pel règim a través de Mariel (vegeu Èxode del Mariel). Per la prohibició que pesava sobre el seu treball, Arenas no tenia autorització per sortir, però va aconseguir fer-ho canviant el seu nom per Arinas.
Va desplegar des d'aquest moment i a l'exili mai no acceptat de Nova York, una profunda visió intel·lectual de l'existència emmarcada entre l'expressió poètica més bella i la més amarga derrota del desencant.
Va establir la seva residència a Nova York, on el 1987 hom li va diagnosticar el virus de la sida. En aquesta època va escriure la seva autobiografia, titulada Antes que anochezca.
El 7 de desembre del 1990, Arenas es va suïcidar. Va enviar a la premsa i als amics una sentida carta de comiat, en la qual culpava Fidel Castro de tots els sofriments que va patir a l'exili.
El 2000 es va estrenar la versió cinematogràfica d'Antes que anochezca, pel·lícula sobre el seu llibre autobiogràfic que va dirigir Julian Schnabel i va interpretar Javier Bardem. Del mateix títol és l'òpera que li va dedicar el compositor Jorge Martín, presentada al Lincoln Center de Nova York. Seres extravagantes és el documental biogràfic que va realitzar Manuel Zayas, el 2004, filmat clandestinament un any abans a Cuba.

## Obra

### Novel·les
- 1969: Celestino antes del alba.
- 1969: El mundo alucinante.
- 1980: El palacio de las blanquísimas mofetas
- 1980: La vieja Rosa.
- 1982: Otra vez el mar.
- 1984: Arturo, la estrella más brillante.
- 1987: La loma del ángel.
- 1989: El portero.
- 1990: Viaje a La Habana.

### Narrativa
- 1972: Con los ojos cerrados.
- 1981: Termina el desfile.

### Antologies poètiques
- 1981: El central.
- 1989: Voluntad de vivir manifestándose.

### Assaig
- 1986: Necesidad de libertad.

### Teatre
- 1986: cinco obras de teatro bajo el título Persecución

### Novel·la autobiogràfica
- 1990: Antes que anochezca.

### Edicions posteriors a la mort de Reinaldo Arenas
- 2001: Inferno, poesia completa amb pròleg de Juan Abreu.